# Argenvières
Argenvières é uma comuna francesa na região administrativa do Centro, no departamento Cher. Estende-se por uma área de 14,63 km². Em 2010 a comuna tinha 455 habitantes (densidade: 31,1 hab./km²).